# Gustav Ernst von Kamptz
Gustav Ernst von Kamptz, eigentlich Gustav von Kamptz (getauft 12. März 1763 in Klein Plasten; † 13. August 1823 in Mirow) war ein deutscher Verwaltungsjurist, Botaniker und Entomologe.

## Leben
Gustav Ernst von Kamptz (Nr. 191 der Geschlechtszählung) war jüngster Sohn des Gutsbesitzers Christoph Albrecht von Kamptz (1712–1765; #172) und dessen Frau (Sophia) Charlotta (1719–1778), Tochter des Juristen und Schwedischen Tribunal-Assessors Hermann Albrecht von Schuckmann. Vom Vater erbte Kamptz die mecklenburgischen Güter Klein Plasten (bis 1785), Rockow und Eickhof (bis 1789).
Kamptz besuchte die Ritterakademie Lüneburg und studierte Rechtswissenschaften an den Universitäten Leipzig und Kiel, bevor wer in den Verwaltungsdienst des Teilherzogtums Mecklenburg-Strelitz eintrat. Er starb 1823 als herzoglich mecklenburg-strelitzscher Kammerherr, Landdrost (seit 1798) und seit 1815 Oberhauptmann zu Mirow an Brustwassersucht.
Er heiratete 1787 Sophie (Elenore Elisabeth) von Holstein (1768–1839), Tochter des dänischen Obristen Carl von Holstein und Hofdame der Prinzessin Christiane von Mecklenburg-Strelitz. Das Paar hatten sechs Kinder. Gustav (Ernst) und seine fünf Brüder brachten es zusammen auf 55 Kinder und sicherten damit den Fortbestand ihres Geschlechts; sein Sohn Georg Eduard Magnus von Kamptz (1791–1854) setzte diesen Zweig der Familie von Kamptz fort.
Kamptz war als Naturforscher und Entomologe tätig und veröffentlichte einige Schriften zur mecklenburgischen Naturkunde, unter anderem in den Nützlichen Beiträgen zu den Neuen Strelitzischen Anzeigen. Als Entomologe und Botaniker beschrieb er zahlreiche Arten  erstmals.

## Schriften
Aufsätze in: Neue strelitzische Anzeigen / Nützliche Beiträge (Neubrandenburg):
- Noch ein Wort von dem schönen Zodiacal-Licht am 27. und 28. December 1798. (1799)
- An Wetterbeobachter und Naturfreunde. (1806)
- Physikalische Beschreibung des herzoglich Mecklenburg-Strelitzischen Amtes Mirow. (1806)
- Beitrag zur Naturgeschichte Mecklenburgs. (1808)
- Beitrag zur Mecklenburgischen Oryktognosie. (1808)
- Aufklärung zweier Volks-Sagen vom Hasselhorn und Ameisenkönig. (1808)
- Ueber die ausgefressenen Steine an der Müritz. (1809)